# Храм Петра и Павла (Полевской)
Храм Петра и Павла — старейший действующий православный храм в южной части города Полевского. Входит в состав Полевского благочиния Екатеринбургской епархии Русской Православной Церкви.

## История
С 1728 года заводские мастеровые стали ходатайствовать о строительстве в Полевском храма, чтобы и в этом небольшом поселении настроить нормальную духовную жизнь. 29 июня 1730 года в день празднования святых апостолов Петра и Павла игумен Филипп заложил церковь во имя этих святых. Об этом событии он так сообщил митрополиту Тобольскому Антонию (Стаховскому):
... в ономъ Полевскомъ заводе главныъ командировъ, также плавильныхъ и горныхъ служителей и прочихъ обывателей дворового числа имеется 125, а другихъ окрестныхъ деревень въ близости не имеется, а оный заводъ отстоитъ разстояниемъ ближайше что отъ Горного Щита верстъ за 40 и дальше. И по мнению насъ, нижайшихъ, для многолюдствия и дальнего разстояния въ Полевскомъ заводе вновь церкви быть можно. И оного заводу все главные и прочие обыватели общекупно и доброжелательно ту церковь строить желаютъ своимъ иждивениемъ, такоже желаютъ имети и священника съ причтомъ и награждать ихъ деньгами и хлебомъ не в скудость, въ чемъ и подписались со обязательствомъ

### Деревянный храм
В 1731 году строительство деревянной церкви в честь первоверховных апостолов Петра и Павла было завершено. В том же году церковь была освящена. С этого момента Полевской завод, согласно общепринятому понятию, стал полноценным селом.
При значительных запасах леса и за неимением мастеров кирпичного дела первые храмы на Урале строились деревянными и почти по одному образцу. Но русская деревянная архитектура имела особый стиль, обусловленный природными свойствами дерева. Создавать из прямоугольных балок и досок плавные формы купола было затруднительно. Поэтому в деревянных храмах, в том числе Полевском Петро-Павловском, вместо купола делался остроконечной формы шатёр и обшивался гладким тёсом. К западной части храма примыкали крыльцо и паперть. Окна делались небольшие, прямые и «стеклились» слюдой, отчего в храме даже днём всегда царил полумрак.
На колокольне храма размещалось пять колоколов. Самый большой из них весил 15 пудов и 19 фунтов (~247,6 кг), а самый маленький — 20 фунтов (8 кг).
Деревянный храм послужил полевским прихожанам чуть более сорока лет. За это время здание обветшало, и было решено построить более долговечный храм — из камня. Своё согласие на это дал и новый управляющий полевскими заводами — А. Ф. Турчанинов.

### Каменный храм
В 1772 году были приглашены каменщики из Устюга и Соликамска, так как из всех окрестных населённых пунктов на тот момент каменные храмы возводились только там. Однако это строительство преследовали неудачи:
церковь была заложена в больших размерах, но грунт земли оказался вскоре после основания не совсем благонадёжным
Незавершённое здание пришлось разбирать, а строительство приостановить. Спустя 14 лет, 6 июля 1786 года был заложен новый храм в честь апостолов Петра и Павла. В 1787 году умер А. Ф. Турчанинов. Несмотря на это, Филициата Степановна, вдова покойного, продолжила финансировать строительство храма. Его строительство было завершено в 1793 году. Освящение храма игумен Гедеон, настоятель Троицкого Рафайлова монастыря, совершил 11, 12 и 13 сентября 1793 года. Старый деревянный храм был разобран и истоплен в печах новой каменной печи только в 1800 году.

## XIX век
К 1830-м годам назрела необходимость перестроения Петро-Павловского храма, поскольку он уже не вмещал всех прихожан не только в праздничные дни, но и в будни. Для исследования здания пригласили архитектора Михаила Малахова, который тщательно изучил состояние фундамента храма, кладки стен и грунты. После всех расчётов был составлен проект и смета расходов на сумму более 7100 рублей серебром.
В конце концов, прихожане Петро-Павловского храма в 1848 году собрали необходимые средства и покрыли новым железом храмовую крышу.
В 1857 году общим решением прихожан, после утверждения епархиальным начальством, церковным старостой был выбран купец Ферапонт Зубов. В церковной летописи о нём говорится так:
церковь Полевская обезнеченная разъ и почти единовременно ценнымъ и виднымъ, в последующие за темъ годы, ни сама не обогащалась, ни имела ниоткуда пожертвований и, по словамъ старожилов, содержалась относительно внутренней чистоты и опрятности в небреженеии. Конец всему этому положил церковный староста Зубов. В течение своей пятнадцатилетней службы (съ 1857 г. по 1871 г.), онъ, такъ сказать, переродил храм со стороны благолепия и хозяйства не щадя для этого ни своихъ силъ, ни собственныхъ средствъ
В числе его заслуг — приобретение церковного дома для священнослужителей с усадьбой в 485 квадратных сажен.

## XX век
В 1930-х годах происходило методичное уничтожение всех культовых сооружений. Храмы Полевского закрывались по одной схеме. Священника обвиняли в антисоветской деятельности и отправляли в ссылку. Нет богослужений, значит, и церковь не нужна. Тем не менее, Петро-Павловский храм так легко верующие не отдали, взамен сосланного священника тут же находили нового. И так не меньше десяти раз.
В 1941 году приход был окончательно закрыт, а вся церковная утварь, включая иконы, книги и одежды — сожжена на берегу Полевского пруда. С этого года в молитвенном помещении были размещены цеха завода «Красный металлист». В 1965 году здание старинной церкви переделали под автовокзал. Несколько десятилетий город жил без храма и церковных таинств.
В 1991 году было принято решение о возвращении Петро-Павловского храма верующим. 15 февраля 1992 года, в день празднования Сретения Господня, состоялась официальная передача церковного здания приходской общине, а с 28 февраля в нём, полуразрушенном, уже совершалось первое богослужение.